# Hôrka
Hôrka (bis 1948 slowakisch „Horka“; deutsch Horke, ungarisch Lándzsásötfalu – 1898 bis 1902 Landsásfalu – vorher Horka) ist eine Gemeinde in der Ostslowakei.
Zur 1347 erstmals schriftlich erwähnten Ort gehören die nach 1898 eingemeindeten Orte Kišovce (deutsch Kischensdorf), Miklušovce (deutsch Nickelsdorf, kein eigener Gemeindeteil mehr), Prímovce (deutsch Primsdorf) und (Svätý) Ondrej (deutsch Sankt Andrä). Alle vier Dörfer gehörten vom 13. Jahrhundert bis 1803 zum getrennten „Kleinen Komitat“ des Stuhls der zehn Lanzenträger, danach zum Komitat Zips, beide Komitate lagen in der historischen Landschaft Zips.

## Bevölkerung
| Jahr                | 1994 | 2004     | 2014     | 2024     |
| ------------------- | ---- | -------- | -------- | -------- |
| Anzahl der Personen | 1254 | 1557     | 1884     | 2155     |
| Unterschied         |      | +24,16 % | +21,00 % | +14,38 % |

| Jahr                | 2023 | 2024    |
| ------------------- | ---- | ------- |
| Anzahl der Personen | 2158 | 2155    |
| Unterschied         |      | −0,13 % |